# Calle de la Huerta del Bayo
La calle de la Huerta del Bayo es una castiza vía pública de la ciudad española de Madrid, situada en el barrio de Embajadores, entre la Embajadores y la de la Peña de Francia, en las inmediaciones del Rastro (entre las calles de Rodas y Mira el Sol). Hace referencia a las posesiones del licenciado Francisco del Bayo a mediados del siglo xvi.

## Historia
Su nombre es relativamente moderno, pues en el de plano de Espinosa de 1769, todavía aparece como calle de San Isidro (una de las seis vías que en Madrid han llevado el nombre de su santo patrón).
Partiendo de la información reunida y publicada por Mesonero Romanos, otros reconocidos cronistas de la Villa relatan la existencia, quizá legendaria, de unas huertas que en esta zona extramuros tuvo el licenciado Francisco del Bayo (popularmente conocido como el «clérigo Bayo»), catedrático del Estudio de la Villa hacia 1560. El vergel del Bayo quedó luego en manos de los «clérigos teatinos», hasta que en 1818, el Ayuntamiento madrileño se lo regaló a la reina Isabel de Braganza, como frondoso jardín del Casino de la Reina, construido en 1830. 
Pedro de Répide cuenta también que esta calle dio nombre al barrio de la mencionada huerta del Bayo dependiente de la parroquia de san Millán, en el antiguo distrito de la Inclusa.
Dentro de la campaña de saneamiento y explotación inmobiliaria del entorno del Rastro de Madrid, a comienzos del siglo xxi la calle fue noticia a causa de diversos desalojos de algunos edificios y los subsiguientes pleitos iniciados entre vecinos, Ayuntamiento y especuladores.